# ブラボー火星人2000
『ブラボー火星人2000』（原題: My Favorite Martian）は、1999年にアメリカで製作されたSFコメディ映画。日本では劇場公開されずビデオスルーになった。1960年代のアメリカの海外ドラマ『ブラボー火星人』の映画化作品。アメリカ本国および日本では、ディズニー長編実写映画としては、最後のレーザーディスク版発売作品となった。

## ストーリー
ある日、冴えないテレビプロデューサーのティムは、仕事の失敗から局を解雇されてしまう。落ちこむ彼だったが、その帰り道、空から何かが墜落してくるのを目撃する。彼は墜落現場に向かうも、そこには残骸などはなく、小さな宇宙船の玩具のような物しか落ちていなかった。彼は不思議に思いながらも、その玩具を持って家に帰るのだったが、彼を追ってきた何者かが家に忍び込んでくる。その何者かこそ、墜落した宇宙人本人であり、ティムが持ち帰った玩具は本物の宇宙船で、それを取り戻しにやって来たのだった。宇宙人はティムから宇宙船を取り戻すも、宇宙船は故障してしまっており、修理のために地球にしばらく留まることにするのだった。それを聞いたティムは、宇宙人に一緒に暮らさないかと提案する。宇宙人との共同生活を内緒で隠し撮りして、それをネタに局への復帰を企てたのだ。提案を承諾した宇宙人は、ティムの遠縁の伯父マーティン（マーシャンのもじり）として地球で暮らすことになるが、文化の異なる星から来た彼は行く先々で騒動を起こしてしまう。

## キャスト
※括弧内は日本語吹替
- マーティン - クリストファー・ロイド（青野武）
- ティム・オハラ - ジェフ・ダニエルズ（堀内賢雄）
- ブレース・チャニング - エリザベス・ハーレイ（沢海陽子）
- リジー - ダリル・ハンナ（湯屋敦子）
- コーライ - ウォーレス・ショーン（緒方賢一）
- ブラウン - クリスティーン・エバーソール（一城みゆ希）
- チャニング局長 - マイケル・ラーナー（藤本譲）
- アーミタン - レイ・ウォルストン（小島敏彦）
- ズートの声 - ウェイン・ナイト（クレジットなし）（岩崎ひろし）

## スタッフ
- 監督：ドナルド・ペトリ
- 製作：ジェリー・レイダー、ロバート・シャピロ、マーク・トベロフ
- 製作総指揮：バリー・ベルナルディ
- 脚本：シェリー・ストナー、ディアンナ・オリヴァー
- 撮影：トーマス・E・アッカーマン
- 音楽：ダニー・エルフマン、ジョン・デブニー